# Crystallography Open Database
Die Crystallography Open Database (COD, „offene kristallographische Datenbank“) ist eine Februar 2003 gegründete, kostenfrei zugängliche Datenbank, in der Kristallstrukturen aus wissenschaftlichen Veröffentlichungen erfasst werden. Darüber hinaus ist es Wissenschaftlern auch möglich, noch unveröffentlichte Kristallstrukturen in die Datenbank einzutragen.
Die COD enthält keine Strukturdaten von Proteinen und Nukleinsäuren, da diese in der ebenfalls frei zugänglichen Protein Data Bank erschlossen werden.

## Ziel
Die COD ist eine Open-Access-Initiative. Ziel des Projekts ist es, alle verfügbaren Kristallstrukturen organischer, anorganischer und metallorganischer Verbindungen, die bislang in verschiedenen kostenpflichtigen Datenbanken katalogisiert wurden, in einer einzigen offenen Datenbank zu bündeln. Ein Appell an die Betreiber von kostenpflichtigen Datenbanken, der Allgemeinheit Versionen mit reduziertem Funktionsumfang gebührenfrei zur Verfügung zu stellen, war zuvor gescheitert.